# Bohdanivka (raïon de Bakhmout)
Bogdanovka
Pour les articles homonymes, voir Bohdanivka.
Bohdanivka (ukrainien : Богданівка) ou Bogdanovka (russe : Богдановка) est un village de la communauté urbaine de Tchassiv Iar (uk), dans le raïon de Bakhmout, dans l'oblast de Donetsk, en Ukraine.

## Géographie
Le village se trouve à moins de 10 kilomètres au nord-est de Tchassiv Iar, et à une dizaine de kilomètres au nord-ouest de Bakhmout, dans le Donbass.

## Population
Selon le recensement de 2001, sa population était de 97 habitants.

## Histoire
Selon les données de 1859, Bohdanivka, était un village manoir, comprenant 20 fermes et 154 habitants.
Le 17 mai 2023, lors de l'invasion russe de l'Ukraine, l'armée ukrainienne mène des opérations de contre attaque près du village.
À la fin du mois de janvier 2024, les forces russes font de Bohdanivka l'axe de leur attaque sur Bakhmout, en lançant une offensive majeure sur la colonie. Au 17 février, la localité est toujours sous contrôle ukrainien. Ces attaques consistent en de petits groupes avec des drones-suicides en guise de reconnaissance, sans utilisation d'armes lourdes, telles que des chars, des véhicules blindés de transport de troupes ou de l'artillerie.
Après des mois d'affrontements, DeepStateMap.Live indique que les forces russes ont pris Bohdanivka le 13 avril 2024,. Le 21 avril, le ministère russe de la Défense annonce la prise complète du village. Désormais, Tchassiv Iar, petite ville industrielle située plus à l'ouest et en périphérie de laquelle les troupes russes ont déjà progressé durant les premiers jours d'avril, concentre dès lors les efforts de l'armée russe dans le Donbass.